# Reggae
Reggae [ˈɹɛgeɪ oder ˈɹɛgeː] ist heute eine der bedeutendsten Stilrichtungen der populären Musik, die ursprünglich aus Jamaika stammt. Sie entstand dort Ende der 1960er Jahre und verbreitete sich, beginnend in Großbritannien, spätestens ab 1968 nach und nach auch weltweit. Seit 2018 ist die jamaikanische Reggae-Musik Immaterielles Kulturerbe.

## Geschichte
Reggae entstand Ende der 1960er Jahre unter dem Einfluss US-amerikanischer Musikrichtungen wie Soul, R&B, Blues, Country und Jazz, die in Jamaika über das Radio empfangen wurden, aus seinen unmittelbaren Vorläufern Mento, Ska und Rocksteady. Er entwickelte sich seitdem zu einer der bedeutendsten Richtungen der populären Musik. Die ursprüngliche Bedeutung des Wortes „Reggae“ ist unklar. Manche – darunter Bob Marley – leiten es von dem lateinischen Wort rex (König) ab und behaupten, es heiße so viel wie „Musik des Königs“ (siehe auch Rastafari). Andere wie Bunny Lee erklären es wesentlich weniger majestätisch, unter anderem als Ableitung von streggae, einem jamaikanischen Slang-Wort für eine schlampig angezogene Person oder ein leichtes Mädchen.
Der erste Reggae-Titel, in dem dieses Wort vorkommt, war Do the Reggay (1968) von Toots & the Maytals; daran anschließend Regay Time von Don T. Lee, ein Bruder von Bunny Lee. Als erster eigentlicher Reggae-Song gelten People Funny Boy (1968) von Lee „Scratch“ Perry und Bangarang (1968) von Stranger Cole und Lester Sterling.
Der typische Grundrhythmus des Reggae entstand, als bei ersten Eigenproduktionen des Ska US-amerikanische R&B-Stücke gecovert und mit einer starken Betonung des zweiten und vierten Taktteils unterlegt wurden. Im Übergang von Ska zu Rocksteady und dann zu Reggae wurde dieser minimalistische Grundrhythmus jeweils verlangsamt. Reggae und seine Vorläufer entstanden vornehmlich als Tanzmusik, deren Verbreitung hauptsächlich durch sogenannte Sound Systems, mobile Diskotheken, vorangetrieben wurde. Betreiber dieser Soundsystems wie beispielsweise Clement „Sir Coxsone“ Dodd, Arthur „Duke“ Reid oder Cecil „Prince Buster“ Campbell gehörten zu den ersten Produzenten eigenständiger jamaikanischer Tanzmusik. Als erster großer und durchschlagender internationaler Erfolg – vor allem in den britischen Charts – gilt das 1968 von Desmond Dekker eingespielte The Israelites, mit Nummer-eins-Platzierungen u. a. in Deutschland und Großbritannien; der erste eigentliche Welthit des Reggaes.
Gegen Ende der 1960er Jahre war Reggae die bevorzugte Musik der britischen Skinheads, weswegen frühe britische Reggaeproduktionen auch unter dem Begriff Skinhead-Reggae vermarktet werden und viele Reggae-Künstler, wie The Charmers, The Corporation, Joe the Boss oder Symarip, mit Titeln wie zum Beispiel Skinhead Moonstomp oder Skinheads A Bash Dem gezielt auch an die Skinhead-Community richteten. Mit der stärker werdenden Fokussierung auf den britischen Popmusik-Markt (zum Beispiel durch den Einsatz von Streichern) und spätestens mit der inhaltlichen Betonung speziell schwarzer Thematiken im Roots-Reggae, verlor die Musik für Teile der Skinhead-Szene an Bedeutung. Hatten frühe jamaikanische und britische Reggae-Produktionen und -Künstler noch Wert auf gerade diese Szene als den Konsumenten gelegt und obwohl eine sich an den ursprünglichen Werten der unrassistischen Skinheadbewegung orientierende Szene bis heute existiert, wurde diese Szene für den Reggaemarkt weitgehend uninteressant; nicht zuletzt auch wegen des ökonomischen Erfolgs der neueren Spielarten. Diese sogenannten Traditional Skins oder auch Trojan Skins – benannt nach dem Plattenlabel Trojan Records – organisieren bis heute traditionelle Reggae-Events, betreiben kleine Label und bringen mit eigenen Bands auch neue Reggae-Musik hervor, die sich stark am Hammondsound und dem Uptempo früher Reggaenummern orientiert.
Ein bekannter jamaikanischer Radiosender, der schon in den 1970er Jahren den ganzen Tag Reggae-Musik spielte, war RJR.

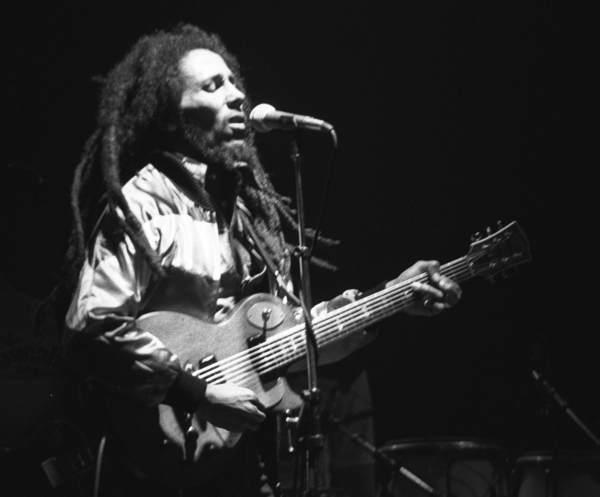
Bob Marley während eines Konzerts im Hallenstadion in Zürich, 30. Mai 1980

Angeregt durch den bedeutendsten Reggaemusiker und jamaikanischen Nationalhelden Bob Marley verknüpften zahlreiche Musiker die Musik mit der zu dieser Zeit zwar bereits existierenden, wenngleich noch nicht überaus weit verbreiteten Religion der Rastafari. Der klassische Reggae der 1970er Jahre wird heutzutage oft als Roots-Reggae bezeichnet. Er entstand aus verschiedenen Einflüssen, wie Ska und Rocksteady oder dem frühen Pop-Reggae, der zunächst hauptsächlich aus Großbritannien kam. Auch afrikanische Einflüsse spielten eine Rolle. Parallel dazu entwickelte sich in Großbritannien eine eigene Form des Reggae, die Einflüsse aus anderen Musikformen wie Punk, New Wave oder Pop integrierte und säkularer war als der jamaikanische Stil (dazu gehören Gruppen wie The Police, The Clash, The Jam oder The Specials).
Mittlerweile haben sich sehr viele verschiedene Formen des Reggae entwickelt: Bedeutend ist Dub, eine oft sehr minimalistische Variante, die sich durch starken Gebrauch von elektronischen Studioeffekten und fast völligem Verzicht auf Gesang auszeichnet. Dubeffekte sind heute fester Bestandteil der meisten Reggae-Varianten, auch Bob Marleys Lieder wurden davon beeinflusst.
Schon früh wurden auf den B-Seiten bekannter Reggaesingles Dubversionen der Lieder mitgeliefert. Die Deejays begannen, diese „Versions“ live mit Sprechgesang-Texten zu versehen (Toasting). Das Toasting stammt vom Scat, einer Gesangsart des Jazz, ab.
Aus dem Toasting wurde im Lauf der Zeit eine neue Variante des Reggae: Raggamuffin bzw. Ragga. Parallel dazu entwickelte sich aus dem Toasting im New York der 1970er Jahre eine weitere neue Musikrichtung, der Hip-Hop.
Moderne Reggaevarianten wie Ragga werden oft als Dancehall-Reggae bezeichnet. Dieser Begriff ist etwas problematisch, denn er bezeichnet streng genommen keine bestimmte Stilrichtung, sondern fasst diejenigen Stile zusammen, die momentan in den jamaikanischen Dancehalls (Ort größerer Tanzpartys) populär sind. „Dancehall“ bezeichnet jedoch auch einen spezifischen, stark synkopierten Rhythmus im modernen Reggae.

### Weltkulturerbe
Die vom Staat Jamaika vorgetragene Bewerbung zum immateriellen Weltkulturerbe wurde damit begründet, dass die durch Künstler wie Bob Marley geprägte Musik eine „Schlüsselrolle“ im Leben „der gesamten jamaikanischen Gesellschaft“ sowie insbesondere bei der Gemeinschaft der Rastafari spiele. Der Reggae sei ein „kreativer Ausdruck ihrer Glaubensrichtungen, ihrer Hoffnungen und Ziele“. Die UNESCO-Kommission erklärte am 29. November 2018 Reggae zum immateriellen Kulturerbe der Menschheit. Er ist fortan in die Repräsentative Liste des immateriellen Kulturerbes der Menschheit aufgenommen. Gewürdigt wurde er als Beitrag zum internationalen Bewusstsein „über Fragen der Ungerechtigkeit, des Widerstandes, der Liebe und Menschlichkeit“. Nach der Bekanntgabe tanzten die Staatenvertreter spontan zu Marleys Song One Love.

## Texte
Gesungen wird im jamaikanischen Reggae meist auf Patois, einer auf dem Englischen basierenden Kreolsprache mit zahlreichen Wortneuschöpfungen (z. B. I and I = we ‚wir (Einheit zweier Personen [und mit Jah])‘, to overstand, Neologismus statt to understand ‚verstehen‘). Die Texte des Roots-Reggae sind oft sozialkritisch, machen auf Missstände aufmerksam oder wollen den Jamaikanern ihre afrikanischen Wurzeln bewusst machen. Ein weiteres oft vorkommendes Themengebiet lässt sich mit love, peace & unity („Liebe, Frieden und Einigkeit“) zusammenfassen, auch der Genuss von Marihuana ist ein beliebtes Motiv.
Die Texte des modernen Dancehall-Reggae sind dagegen – vergleichbar mit Hip-Hop-Texten – oft explizit sexuelle und gewaltverherrlichende Themen (Slackness) sowie häufig homophobe Texte. Als Gegenbewegung dazu etablierte sich der Conscious Reggae, der soziale, politische und religiöse Themen in den Vordergrund rückt.

## Musik
Charakteristisch für den Reggae ist die Offbeat-Phrasierung, bei der entweder die Gitarre oder das Keyboard, hin und wieder auch die Bläser, auf die in den meisten anderen Musikrichtungen unbetonte zweite und vierte Taktzeit spielen. Im Gegensatz zum Ska, wo statt der 2/4-Betonung eher solche Offbeats eingesetzt werden, die die „und“-Zählzeiten betonen, ist der Reggae in der Regel langsamer und weniger durch Bläser dominiert.
Die Instrumentierung der meisten (klassischen) Reggaebands besteht aus Drumset, E-Bass, E-Gitarre, Keyboard und Gesang. Oft kommen Blechbläser und Perkussion hinzu. Bei den neueren Stilrichtungen des Reggae (Dancehall, Ragga, Reggaeton) kommt häufiger die Elektronik in Form von Computern und Samplern zum Einsatz. Dabei ist das Schlagzeug meist stark betont, synthetisch erzeugt und mehr am Rock- und Diskosound orientiert.

### Bass
Besonders wichtig im Klangbild eines Reggae-Songs ist stets der Basslauf, der das Gegengewicht zu den Offbeats bildet und oft das eigentliche Thema des Stückes beschreibt. Als herausragende Reggae-Bassisten gelten Aston Barrett und Robbie Shakespeare.

### Schlagzeug
Das Schlagzeug zeichnet sich hauptsächlich durch zwei besondere Stile aus:
One Drop
Das Schlagzeug betont die dritte Taktzeit mit der Bassdrum, die anderen Taktzeiten werden durch Rieselschlag der Hi-Hat gefüllt; zu Beginn einer Strophe oder Refrains wird manchmal auch die erste Taktzeit mit der Bassdrum betont, um sozusagen die neue Strophe oder den Refrain anzukündigen. Diverse Kurzsoli (v. a. im Intro oder zum Teil auch auf der vierten Taktzeit) kommen vor.
Rockers
Das Schlagzeug betont alle vier Taktzeiten mit der Bassdrum, die dritte Taktzeit wird gleichzeitig mit der Snare drum betont, anstelle der rieselnden Hi-Hat. Ansonsten gleiche Charakteristika wie im One Drop. Der Rockers-Stil entstand Mitte der 1970er Jahre und wurde wohl von der aufkommenden populären Discomusik beeinflusst.
Das Schlagzeug wird oft von einem Perkussionisten unterstützt. Als herausragende Schlagzeuger gelten Carlton Barrett und Sly Dunbar.

### E-Gitarre
Gitarristen spielen beim Reggae hauptsächlich rhythmische Begleitung, wobei auch hier die Betonung des Offbeats im Vordergrund steht. Hin und wieder wird einfach der Basslauf gedoppelt. „Austoben“ dürfen sich die Gitarristen dann in zum Teil ausgedehnten Soli. Diese Soli geben der Musik auch eine besondere Note.
Erwähnenswerte Gitarristen in der Welt des Reggae sind zum Beispiel Al Anderson, Peter Tosh, Earl „Chinna“ Smith, Ben Harper, Junior Marvin, Ernest Ranglin, Donald Kinsey.

### Keyboard/Hammond-Orgel
Verwendet werden hauptsächlich Piano- und Orgel-Sounds, hin und wieder auch synthetische Klänge. Die Keyboarder begleiten zusammen mit der Gitarre vorwiegend rhythmisch, natürlich ebenfalls mit Betonung des Offbeats. Zwei Variationen sind sehr gängig: Zum einen die Betonung der zweiten und vierten Zählzeit, zum anderen diese Betonung ergänzt um die folgenden „und“-Zählzeiten. Keyboard-Soli sind relativ selten, Orgel-Soli kommen häufiger vor. Es ist nicht unüblich, dass in größeren Reggaebands zwei Keyboarder spielen.
Berühmte Tastenmänner (oder gar Tastenfrauen) gibt es in diesem Musikstil wenig. Wichtige Vertreter sind aber Earl „Wya“ Lindo, Tyrone Downie, Ian Wynter und Bernard „Touter“ Harvey, sowie Jackie Mittoo, einer der wichtigsten Orgelspieler bei Studio One.
Außerdem erwähnenswert: Augustus Pablo, berühmt geworden durch sein Melodicaspiel sowie Monty Alexander. Letzterer ist eigentlich Jazzmusiker, spielt aber als geborener Jamaikaner auch Reggae und verbindet diesen dann mit Jazz.

### Blasinstrumente
Die Bläser einer klassischen Reggaeband treten meist zu dritt auf. Die gespielten Instrumente sind hierbei in der Regel Posaune und Trompete, oft auch das Saxophon.

## Reggae in Deutschland
Bereits im Sommer 1964 sang die Hamburger Schlagersängerin Heidi Bachert eine deutschsprachige Coverversion des jamaikanischen Welthits My Boy Lollipop. Lee Gates präsentierte 1969 eine deutsche Version von Israelites, und Frank Rothe sang 1971 Ich seh einen Engel weinen zur Melodie von Paul Simons Mother and Child Reunion.
Seit Ende der 1970er Jahre wurden Reggae-Tracks auch von deutschen Rockmusikern veröffentlicht. Die DDR-Rockband Karat veröffentlichte auf ihrem gleichnamigen Debütalbum (1978) einen Rocksong mit dem Titel Reggae Rita Star. Auf dem Nachfolgealbum Über sieben Brücken von 1979 erschien mit Gewitterregen ein Song mit Reggae-Elementen.
Im Jahr 1980 gründete sich in Magdeburg die Band Reggae Play.
Der Schlagersänger Rex Gildo veröffentlichte 1980 das Album Hallo Jamaica mit dem Song Reggae Music. Im selben Jahr sang Lena Valaitis in der ZDF-Hitparade den Titel Jamaica Reggae Man, und Siw Inger veröffentlichte mit Die Zeit ist reif eine deutsche Version von The Tide Is High.
Die Ostberliner Band Familie Silly (alias Silly) spielte auf ihrem Debütalbum Tanzt keiner Boogie? von 1981 den reggaelastigen Song  Danach kräht kein Hahn mehr.
Die Nina Hagen Band und später dann Spliff kamen mit Songs wie African Reggae (1980) und Carbonara (1982) in die deutsche Hitparade.
Der erste Künstler, der mit deutschsprachigem (bzw. bairischem) Reggae Erfolge erzielte, war Hans Söllner in den 1980er Jahren. Zuvor veröffentlichte die Aachener Gruppe Taugenixe die erste Reggae-LP auf Deutsch über das Label Ariwa. Ihr Album Reggae Ron (1984), das im Studio des Londoner Produzenten Mad Professor aufgenommen wurde, bekam in Magazinen wie Spex aber sehr negative Kritiken. Das Album drang daraufhin nicht zu den Reggae-Fans in Deutschland durch und der kommerzielle Erfolg blieb aus.
Ab den 1990ern wuchs die Zahl der originär deutschen, zum Teil deutschsprachigen Reggae-Bands und -Artists, und etwa seit der Jahrtausendwende erzielen deutsche Reggaekünstler auch Charterfolge, allen voran Gentleman, Culcha Candela und Seeed (Peter Fox und Boundzound auch als Solokünstler), sowie z. B. auch Jan Delay (Album Searching for the Jan Soul Rebels).
Bekannt ist auch Pasquale Valentin alias GReeeN.

## Reggae in der Schweiz
Die ersten Spuren des Reggae in der Schweiz gehen auf das Jahr 1969 zurück, als die Band The Gents eine Coverversion von „Wet dream“ von Max Romeo veröffentlichte. Das erste Reggae-Konzert sei 1971 ein Auftritt von Bob & Marcia in Zürich gewesen. 1976 folgten zwei erfolgreiche Stücke der Band Rumpelstilz (Teddybär und Kiosk), welche von Polo Hofer in Schweizer Dialekt gesungen wurden. Eine hochdeutsche Fassung von Kiosk erreichte 1977 die deutschen Singlecharts. Polo Hofer veröffentlichte mit Rumpelstilz und seiner späteren Band Polo’s Schmetterding weitere Reggaestücke (Zampanoo’s Variété / Tschäggeti Chüe). Ab 1979 traten Reggaestars wie Jimmy Cliff, Peter Tosh und Third World in Zürich auf. Bob Marleys Konzert in Zürich fand am 30. Mai 1980 unmittelbar vor Beginn der Opernhauskrawalle statt.
Die ersten Schweizer Gruppen, welche sich als Reggae-Bands verstanden, waren ab 1980 die X-Legs (Luzern), die Heart Beat Band (Neuenburg) und Ambarino (Basel). Gemäß dem Musikethnologen Mathias Liengme kann ab den 1990er Jahren von einer Schweizer Reggae-Szene gesprochen werden, als Musik-Labels entstanden, welche sich ausschließlich dieser Musik widmeten. Gemäß seiner Zählung wurden in der Schweiz in den 1990er und 2000er Jahren je rund 100 Reggae-LPs veröffentlicht, zwischen 2010 und 2019 waren es 278.
Öffentlich-rechtliche Radiosender widmeten dem Reggae wöchentliche Sendungen. Diese wurden nach einigen Jahren wieder eingestellt, so die Sendung Wareika Station von Asher Selector im französischsprachigen Couleur 3 im Jahr 2004 und der Reggae Special von Lukie Wyniger im deutschsprachigen SRF 3 im Jahre 2022.
Die 1992 gegründete Schweizer Reggaeband Moonraisers landete mit dem Song Rise up 2007 einen internationalen Erfolg.

## Hörbeispiel
Instrumentalmusik von Kevin MacLeod im Reggaestil – Tea Rootsⓘ